# Supercopa Gibralteña 2000
La Supercopa Gibralteña del 2000 fue una competición que se disputó a partido único en el Estadio Victoria el 7 de octubre del 2000. Se enfrentaron el campeón de la Gibraltar Football League 1999/00 y de la Rock Cup 1999/00, el Glacis United fue campeón al ganarle 6:5 desde los puntos de penal al Gibraltar United.
|                     | - |                        |
| Glacis United 2 (6) | - | Gibraltar United 2 (5) |
| ------------------- | - | ---------------------- |

|                         |
| Campeón                 |
| Glacis United 1º título |